# As Confissões de Penélope
As Confissões de Penélope foi uma série de televisão exibida pela TV Tupi de abril de 1969 a abril de 1970.
Estrelada por Eva Wilma e John Herbert, foi uma tentativa da emissora de reeditar o sucesso de Alô, Doçura, também protagonizada pelo casal. A fórmula, igualmente inspirada em sitcoms americanas, apresentava o cotidiano de um casal, na forma de flashbacks, narrados pela personagem Penélope ao seu psicanalista.
O formato inspirou a série Adorável Psicose, criada em 2010

## Ficha técnica
- Direção: Antônio Abujamra e John Herbert
- Roteiro: Sérgio Jockyman

### Elenco
- Eva Wima - Penélope
- John Herbert
- Antônio Leite - Psicanalista
- Rildo Gonçalves